# Tekstilschtschik Kamyschin
Der FK Tekstilschtschik Kamyschin (russ. Текстильщик Камышин) ist ein russischer Fußballverein aus Kamyschin.

## Geschichte
Der Verein wurde im Jahre 1956 gegründet. Tekstilschtschik Kamyschin war nach dem Zusammenbruch der Sowjetunion eines der Gründungsmitglieder der neugeschaffenen russischen Obersten Liga und verbrachte von 1992 bis 1996 fünf Jahre in der obersten russischen Fußballliga. In der Saison 1993 erreichte der Verein Platz vier in der ersten russischen Fußballliga als bestes Resultat in seiner Vereinsgeschichte. Durch diesen Erfolg nahm Tekstilschtschik an der UEFA Cup Saison 1994–95 teil und erreichte die zweite Runde, in der sie dem FC Nantes unterlagen. 1997 nahm das Team an der Meisterschaft der ersten Liga (zweite Liga) teil, musste aber sofort den bitteren Gang in die zweite russische Division (dritte Liga) antreten. 2007 stieg die Mannschaft aus Kamyschin in die Russische Amateur-Fußballliga ab und verlor dadurch den Profistatus. Seit 2009 nimmt der Verein nur noch an der regionalen Meisterschaft der Oblast Wolgograd teil.